# Daniela Viberti
Daniela Viberti (26 marzo 1956) è un'ex sciatrice alpina italiana.

## Biografia
Specialista delle prove tecniche, Daniela Viberti fece parte della nazionale italiana negli anni 1970; ai Campionati italiani vinse la medaglia d'argento nello slalom gigante e quella di bronzo nello slalom speciale nel 1973, la medaglia d'oro nello slalom speciale e nella combinata nel 1975 e la medaglia d'argento nello slalom speciale e nella combinata nel 1976. Non prese parte a rassegne olimpiche e non ottenne piazzamenti di rilievo in Coppa del Mondo o ai Campionati mondiali.

## Palmarès

### Campionati italiani
- 6 medaglie[3]:
  - 2 ori (slalom speciale, combinata nel 1975)
  - 3 argenti (slalom gigante nel 1973; slalom speciale, combinata nel 1976)
  - 1 bronzo (slalom speciale nel 1973)